# Brønshøj BK

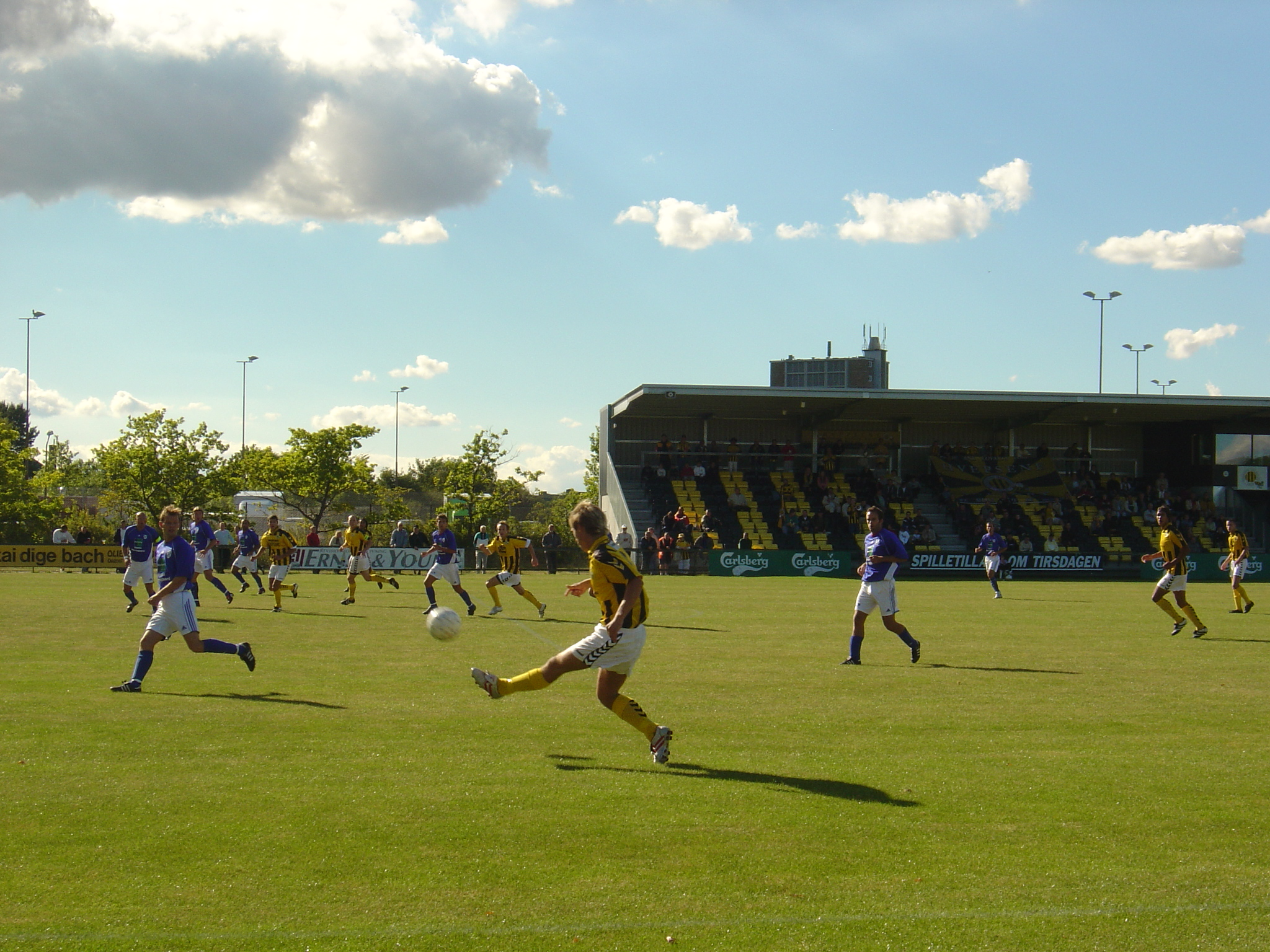
Brønshøj Boldklub - Fremad Amager, 2005.

Der Brønshøj Boldklub ist ein dänischer Fußballverein im Kopenhagener Stadtteil Brønshøj. Er spielt in der fünfthöchsten Spielklasse, der Danmarksserien.
Der Verein wurde 1919 gegründet. Insgesamt spielte er 14 Jahre in der höchsten Spielklasse Dänemarks, der Superliga, und weitere 32 Jahre in der zweiten Liga. Die Heimstätte des Vereins ist der Tingbjerg Idrætspark, der 4000 Zuschauern Platz bietet. Wegen seiner Klubfarben (schwarz-gelb) und der Wespe im Logo werden der Verein und ihre Fans als die Wespen (dänisch Hvepsene) bezeichnet.

## Spieler
- Per Røntved (1967–1972)
- Emre Mor (2001–2006)